# S-IVB
S-IVB (można spotkać się z pisownią S4B, wym. ang. es for bi): stopień rakietowy dla rakiet Saturn IB i Saturn V używany w programach: Apollo, Skylab i misji Sojuz-Apollo.

## Opis i dane techniczne

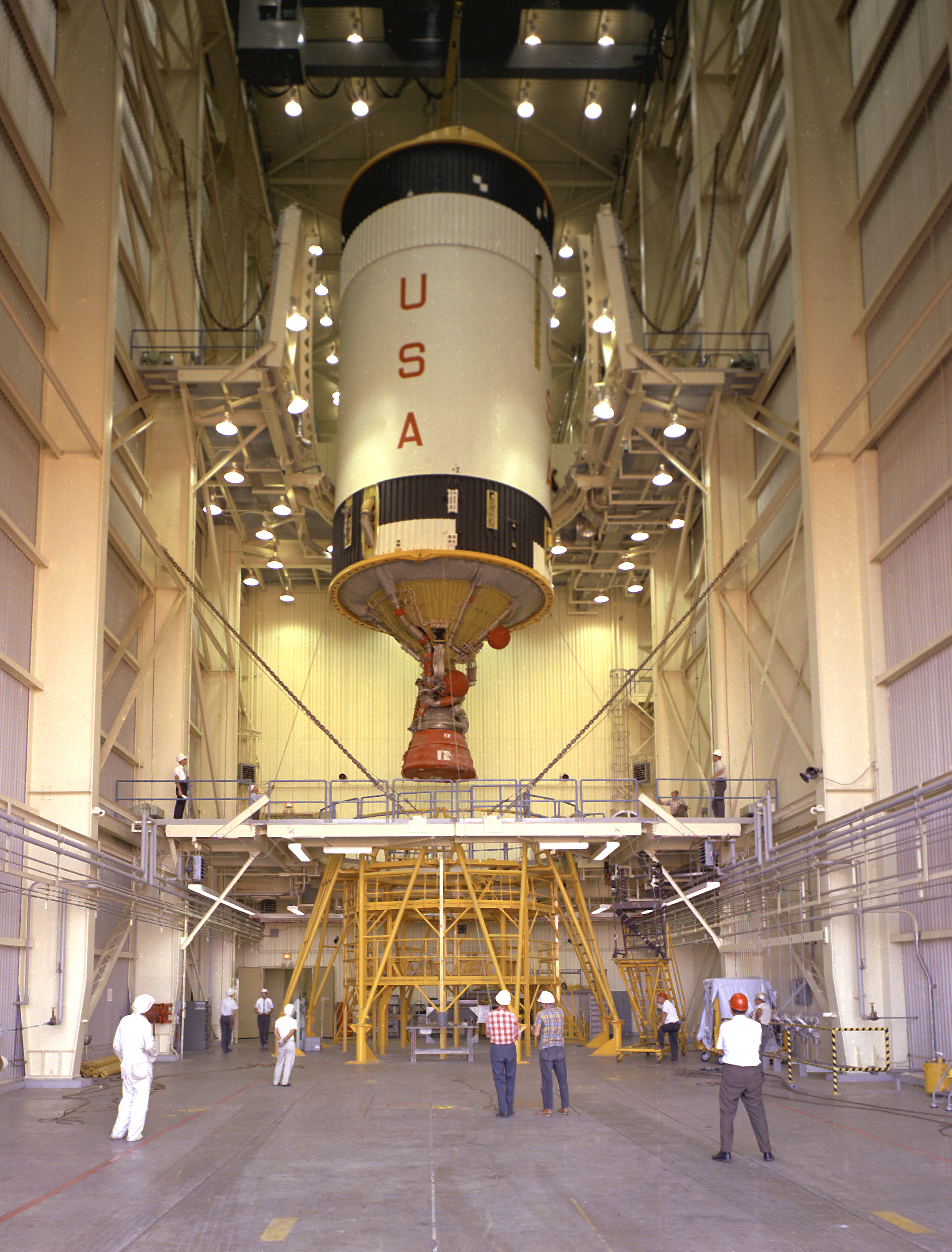
Stopień S-IVB w hali montażowej

Budowę rozpoczęto w 1962 i została zakończona w 1966. Wszystkie stopnie S-IVB były budowane przez Douglas Aircraft Company. Stopień ten jest ulepszoną wersją członu S-IV używanego w rakietach Saturn I. Różnica jest taka, że zamiast zestawu sześciu słabych silników RL-10 użyto jednego mocnego silnika J-2, użytego później w stopniu S-II dla rakiet Saturn V. To rozwiązanie nie pozwalało na zastosowanie manewru Inboard Cutoff w celu oszczędności paliwa, które miało miejsce podczas pracy S-IC i S-II (mających po pięć silników). Do sterowania S-IVB wykorzystywał dysze sterowe systemu sterowania reakcyjnego. Silnik J-2 był wahliwie umieszczony w dolnej części członu. Urządzenia hydrauliczne mogły odchylać silnik w dowolnym kierunku o 7 stopni względem podłużnej osi członu. 
Istniały dwie wersje członu S-IVB: S-IVB 200 (do rakiet Saturn IB) i S-IVB 500 (do rakiet Saturn V).  Różnicą pomiędzy wariantem 200 a 500 był stopień przejściowy, fabrycznie montowany na S-IVB 500. W rakietach Saturn IB stopień S-IVB odłączał się od stopnia S-IB, który miał taką samą średnicę. W przypadku Saturna V stopień S-IVB musiał się odłączyć od stopnia S-II o większej średnicy (10 m). Stąd podczas montażu Saturna V stopień S-IVB 500 posiadał człon przejściowy, który umożliwiał odłączenie S-IVB od S-II i oddalenie S-II na bezpieczną odległość, by S-IVB mógł dokonać zapłonu. Człon przejściowy nie odłączał się wraz z S-IVB, lecz pozostawał przytwierdzony do S-II, i wraz z tym członem podążał po trajektorii balistycznej, a potem zostawał zniszczony wskutek tarcia podczas wchodzenia w atmosferę.
Na stopniu S-IVB w obydwu rakietach umieszczono przyrządy telemetryczne i kontrolne, które pozwalały na kontrolę całej rakiety od startu do oddzielenia ładunku.
Nad przedziałem instrumentów kontrolnych do stopnia S-IVB przymocowany został adapter o nazwie SLA. Adapter ten pozwalał na przyłączenie statków Apollo CSM oraz LM (w przypadku Saturna IB użytego w 1975 specjalny moduł cumowniczy do połączenia statków Apollo i Sojuz na orbicie).
Inną różnicą pomiędzy S-IVB 200 a S-IVB 500 była możliwość ponownego zapłonu, która mogła być użyta w S-IVB 500 (podczas każdego lotu księżycowego tylko raz).

## Użycie
S-IVB 200 miał swój pierwszy start w roku 1966, podczas pierwszego lotu Saturna IB. S-IVB 500 po raz pierwszy użyto podczas lotu Apollo 4.
W misjach Apollo 7, Apollo 9. Skylab 2, Skylab 3, Skylab 4 i Sojuz-Apollo stopień S-IVB po odłączeniu kapsuły CSM (w Apollo 9 również LM) pozostawał na niskiej orbicie okołoziemskiej, stanowiąc część kosmicznego śmietniska.
W lotach Apollo 8, Apollo 10, Apollo 11 i Apollo 12 stopień S-IVB po udanym zapłonie ucieczkowym i odłączeniu pojazdów CSM i LM (wyjątek stanowi Apollo 8) wchodził na orbitę heliocentryczną, co mogło spowodować dziwaczne rozpoznanie tych stopni jako asteroid (tak było w przypadku stopnia S-IVB użytego podczas lotu Apollo 12, w 2002 został oznakowany jako asteroida J002E3).
Kolejne loty programu Apollo na Księżyc przebiegały inaczej niż pierwsze: człon S-IVB zamiast mijania Księżyca zderzał się z nim.
Wystrzelona w 1973 stacja Skylab była w rzeczywistości członem S-IVB 200, który został przebudowany, by zostać pierwszą stacją kosmiczną budowaną przez USA (drugą jest ISS, zbudowana wspólnie z Rosjanami).
Zbudowano również zapasowy moduł ze stopnia S-IVB 500, o nazwie Skylab B, który nigdy nie poleciał w kosmos.

## Po wycofaniu
Niektóre egzemplarze stopni S-IVB można podziwiać na wystawie w KSC, inne w U.S. Space & Rocket Center (Huntsville, Alabama, położone niedaleko Centrum Lotów Kosmicznych imienia George’a C. Marshalla). Jeden z członów S-IVB jest na wystawie w JSC.
Na podstawie S-IVB stworzono stopień Earth Departure Stage (EDS), wyposażony w silnik J-2X, będący ulepszoną wersją jednostki J-2. EDS jest zaprojektowany do użycia wraz z rakietą Space Launch System w wersji ciężkiej.